# Великое Сомали

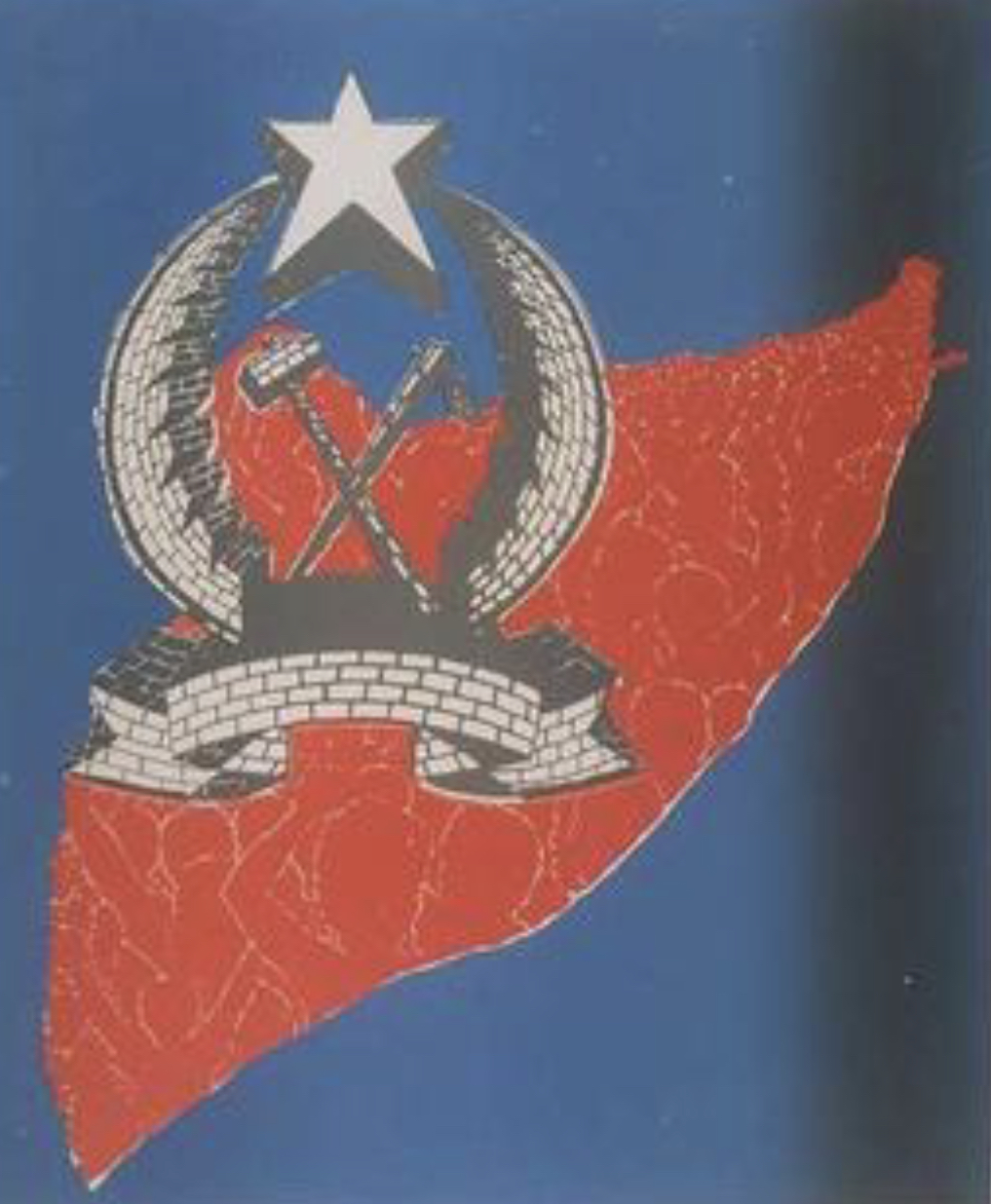
Пропагандистское изображение, созданное ранее правившей Сомалийской революционной социалистической партией, призывающее к объединению "Великого Сомали", 1977

Великое Сомали (сомал. Soomaaliweyn, сомал. الصومال الكبرى) — националистическая идея и политический термин, применяемый относительно предполагаемого объединённого государства всех коренных сомалийцев, включающего в себя британское, итальянское (в настоящее время — Сомали), французское (в настоящее время — Джибути), эфиопское Сомали (Огаден), а также северо-восточную провинцию Кении. Некогда (в частности в связи с активным сепаратизмом Огадена) имевшиеся перспективы создания Великого Сомали к настоящему времени утрачены ввиду дезинтеграции Сомали.
Основание для проекта заключалось в том, что зона проживания сомалийских племён выходит далеко за пределы государства Сомали, также официально Сомали никогда не признавало нерушимость границ в Африке, ни при вступлении в Организацию Африканского Единства в 1963 году, ни при ратификации конституционного акта о вступлении в реогранизованный из ОАЕ Африканский Союз в 2001 году.